# Solomon Cutner
Solomon Cutner (Londra, 9 agosto 1902 – Londra, 2 febbraio 1988) è stato un pianista inglese.

## Biografia
Noto nel mondo del pianoforte col suo solo nome di battesimo, Solomon nasce, "settimo figlio di un settimo figlio", da genitori di origine ebraica centroeuropea nell'East End di Londra. All'età di cinque anni comincia a suonare il pianoforte in famiglia, e a otto anni riceve le prime lezioni regolari di pianoforte da un'insegnante locale. Viene successivamente preso nella scuola di pianoforte di Mathilde Verne, un'allieva di Clara Schumann, a Londra. La Verne si assume la tutela del giovane Solomon, facendo firmare ai genitori un contratto che le garantiva il completo controllo del bambino per cinque anni. Secondo alcune ricerche fatte dal biografo Bryan Crimp, sembra che la Verne avesse stipulato quel contratto per sfruttare il bambino a proprio vantaggio economico personale.
Solomon debutta a Londra all'età di otto anni. Il successo è tale che la Verne gli fa suonare, l'anno successivo, il terzo concerto di Beethoven e la Fantasia ungherese di Liszt con la Queen's Hall Orchestra e Henry Wood.
La Verne spinge il ragazzo a suonare concerti sempre più impegnativi, allo scopo di pubblicizzare la sua scuola di pianoforte. All'età di dodici anni tiene sei concerti promozionali, con un programma decisamente inadatto a un ragazzo della sua età (Grieg, Čaikovskij, Beethoven, Liszt, ecc.). L'anno seguente, nel 1915, il tredicenne Solomon suona almeno quindici volte con Wood, eseguendo i concerti dell'anno precedente e aggiungendo quelli di Schumann e di Brahms, così come le trascrizioni lisztiane per pianoforte e orchestra della Fantasia Wanderer di Schubert e delle Die Ruinen von Athen di Beethoven.
Quando, nel 1915, il contratto con la Verne scade, Solomon rifiuta qualsiasi ulteriore contatto con l'insegnante. Dopo di che raramente Solomon ricorderà l'insegnante, e solo dopo i settanta anni dichiarerà che la sua infanzia con lei era stata spaventosa e terribile.
Nonostante ciò Solomon nel 1916 continua la sua carriera pianistica, tenendo in quell'anno oltre quaranta concerti. Tuttavia, tra i quindici e i ventuno anni, il giovane pianista comincia a soffrire di esaurimento nervoso, ansia e stress. Tant'è che lo stesso Henry Wood gli suggerisce di rinunciare alla musica per un po' di tempo.
In un momento così difficile della propria vita Solomon riesce a trovare il sostegno di alcuni amici e benefattori. In particolare Simon Rumschinsky, un allievo di Leschetizky, che riesce a eliminare la cattiva impostazione della Verne e a ridefinirne la tecnica da capo.
Successivamente Solomon decide di trasferirsi a Parigi, probabilmente per trarre ispirazione e giovamento in generale. Lì studia pianoforte con Lazare Lévy e armonia e contrappunto con Marcel Dupré. Dal 1921 si sente di nuovo in grado di affrontare le sale da concerto, e si esibisce in quell'anno in tre recital, uno a Parigi e altri due a Londra. L'anno successivo suona a Londra ancora due volte, e fa una tournée in Germania prima di rientrare a Londra definitivamente.
Solomon debutta in America alla New York's Town Hall  e vi ritorna nel 1939 per suonare il concerto per pianoforte di Arthur Bliss, che era stato scritto espressamente per lui dal compositore alla New York World's Fair.
Alla fine degli anni venti Solomon diviene famoso per il suo intenso ritmo di studio, probabilmente retaggio degli anni giovanili con la Verne. La sua carriera esplode negli anni trenta e per tutta la durata della seconda guerra mondiale, durante la quale si esibisce per le truppe sia in patria che all'estero. Suona per le forze armate in Nord Africa, Egitto, Palestina, India, Singapore, Bangkok. Per questa sua attività viene insignito della onorificenza di Commendatore dell'Ordine dell'Impero Britannico (CBE - Commander of the Order of the British Empire).
Dopo la guerra Solomon svolge regolarmente tournée in Europa, Nord America, Australia, Nuova Zelanda, in Sud Africa nel 1946, in Sud America nel 1953, in Giappone nel 1954.
Continua a lavorare sodo e a studiare in continuazione ma, nel dicembre del 1956 viene colpito da un ictus che gli paralizza il braccio destro. Da quel momento non apparirà più in pubblico fino alla sua morte.